# Санікілуак
Санікілуак (інуктитут, ᓴᓂᑭᓗᐊᖅ) ,, англ. Sanikiluaq) — село у Канаді у регіоні Кікіктаалук території Нунавут, на північному березі «Флейриті Острів» англ. Flaherty Island Острови Белчер, Гудзонова затока. Населення села становить 811 людини в р. 2011.
У селі є аеропорт.

## Населення
Населення села Санікілуак за переписом 2011 року становить 821 людини і для нього характерним є зростання у період від переписів 2006 й 2011 років:
- 2001 рік — 684 осіб[3]
- 2006 рік — 744 особи[3]
- 2011 рік — 811 осіб.[1]

## Природа
В районі села водяться білі ведміді, нарвали, тюлені, моржи, та кити.

## Галерея

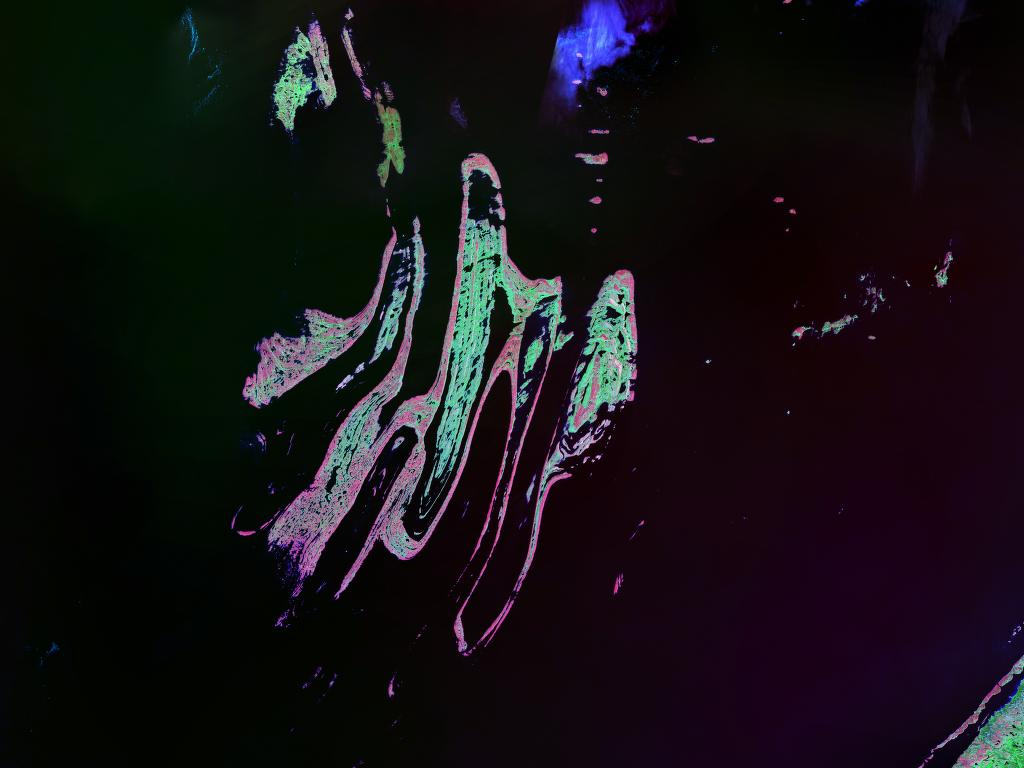
Белчер-Айлендс із космосу.
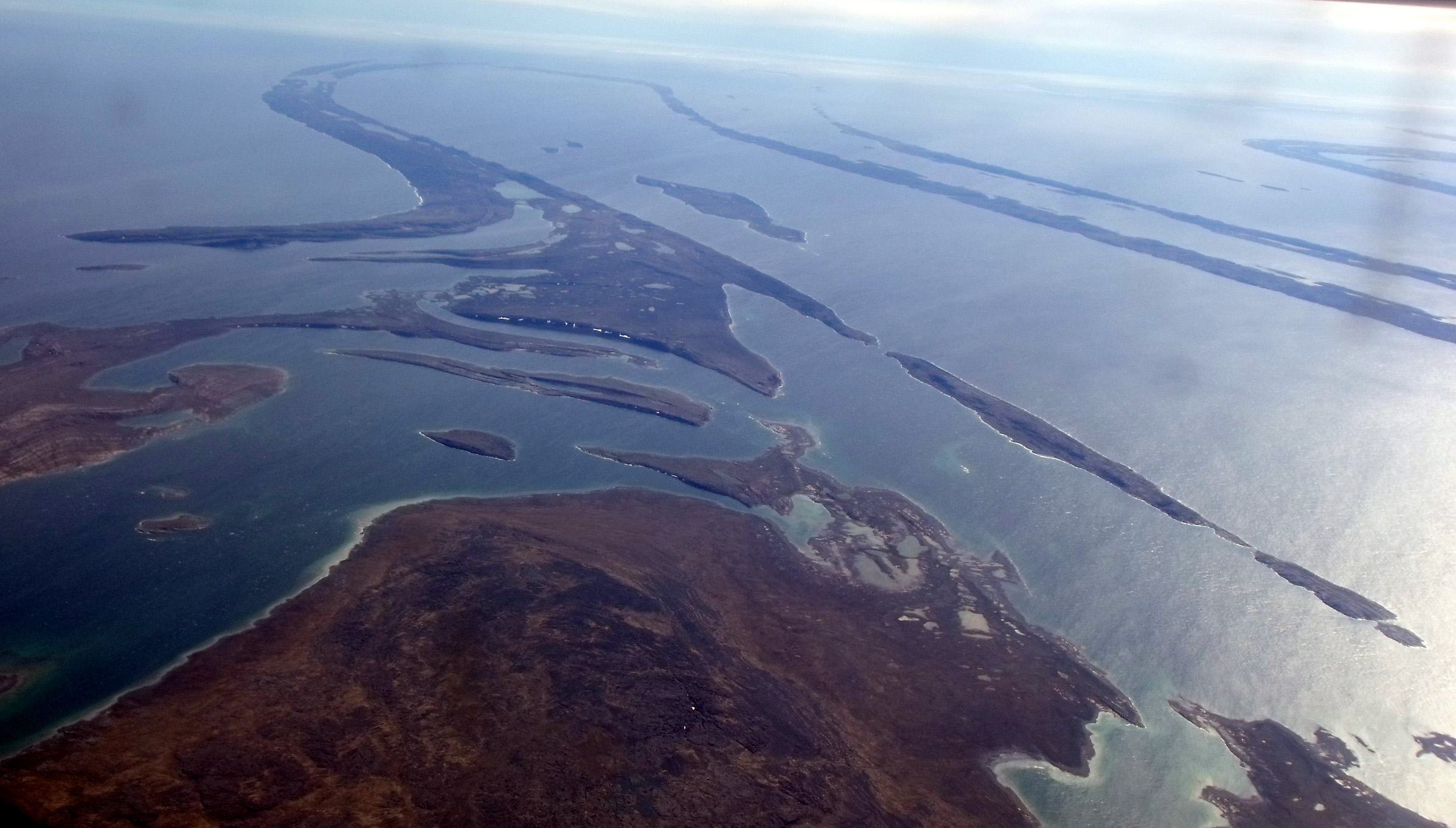
Санікілуак з повітря